# Gillian O’Sullivan
Gillian O’Sullivan (ur. 21 sierpnia 1976 w Killarney) – irlandzka lekkoatletka specjalizująca się w chodzie sportowym, uczestniczka letnich igrzysk olimpijskich w Sydney (2000).

## Sukcesy sportowe
- czterokrotna mistrzyni Irlandii w chodzie na 5000 metrów – 1998, 2001, 2002, 2003[1]
- siedmiokrotna mistrzyni Irlandii w chodzie na 20 kilometrów – 1996, 1997, 1999, 2000, 2001, 2002, 2003
- sześciokrotna halowa mistrzyni Irlandii w chodzie na 3000 metrów – 1998, 1999, 2000, 2001, 2003, 2004[2]

| Rok  | Miasto    | Zawody               | Konkurencja   | Wynik         |
| ---- | --------- | -------------------- | ------------- | ------------- |
| 2000 | Sydney    | Igrzyska olimpijskie | chód na 20 km | 10. miejsce   |
| 2002 | Monachium | Mistrzostwa Europy   | chód na 20 km | 4. miejsce    |
| 2003 | Paryż     | Mistrzostwa świata   | chód 20 km    | srebrny medal |

## Rekordy życiowe
- chód na 3000 metrów (hala) – 11:35,34 – Belfast 15/02/2003
- chód na 5000 metrów – 20:02,60 – Dublin 14/07/2002
- chód na 10 000 metrów – 45:28,75 – San Sebastián 01/08/1998
- chód na 10 kilometrów – 43:28 – Dublin 15/07/2000
- chód na 20 kilometrów – 1:27:22 – San Giovanni 01/05/2003